# Evangelický kostel v Ustroni
Evangelický kostel apoštola Jakuba Staršího v Ustroni (pol. Kościół ewangelicki p.w. apostoła Jakuba Starszego w Ustroniu) je jeden z luterských tolerančních kostelů na Těšínsku.
Evangelická modlitebna v Ustroni byla vystavěna v klasicistním stylu v roce 1835 na místě starší dřevěné modlitebny z roku 1785. V letech 1856-1857 byla k modlitebně přistavěna věž. V kostele se nachází rokoková kazatelna z přelomu 18. a 19. století. Oltář je z roku 1883; autorem oltářního obrazu je Július Štetka. Po stranách oltáře jsou na stěnách presbytáře 4 obrazy Eugena Schaeffera z let 1831–1839. Interiér doznal v roce 1990 změny způsobené přemalbou.